# Ictinogomphus dobsoni

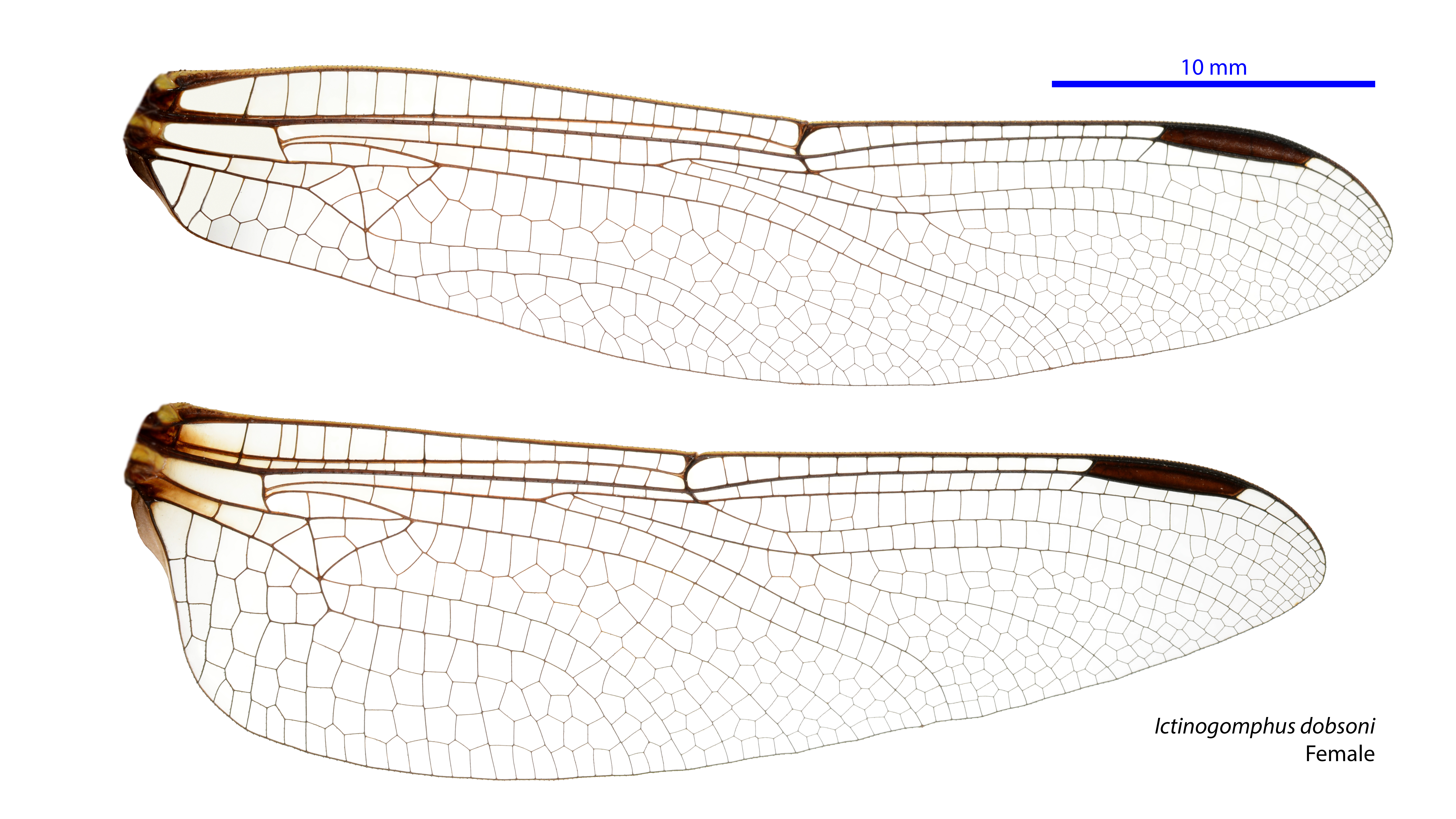
Skrzydła samicy tygrysa Pilbara, Ictinogomphus dobsoni, ważki z rodziny Lindeniidae. Okaz z Muzeum Australijskiego K456313. Widok z tyłu prawego przedniego skrzydła powyżej i prawego tylnego skrzydła

Ictinogomphus dobsoni – gatunek ważki z rodziny gadziogłówkowatych (Gomphidae).